# لاتویاس پاستس
لاتویاس پاستس (انگلیسی: Latvian Post) شرکت دولتی پست لتونیایی است، که در سال ۱۹۹۲ تأسیس شد.